# Urman, Syria
Urman (tiếng Ả Rập: عرمان; cũng đánh vần Orman hoặc Arman) là một ngôi làng ở miền nam Syria, một phần hành chính của quận Salkhad thuộc tỉnh al-Suwayda. Nó nằm ở phía nam của al-Suwayda và các địa phương lân cận bao gồm Salkhad ở phía tây, Awas ở phía nam, Malah ở phía đông và Sahwat al-Khudr ở phía bắc. Trong cuộc điều tra dân số năm 2004, nó có dân số 5.735 người.

## Lịch sử
Tàn tích và cổ vật thời Byzantine đã được tìm thấy ở Urman. Tuy nhiên, không giống như các thị trấn khác trong vùng lân cận, cư dân của Urman đã không chuyển đổi sang Cơ đốc giáo vào thế kỷ thứ 4, như được biểu thị bằng sự vắng mặt của các biểu tượng và dinh thự Kitô giáo. Paganism đã được thực hành trong làng cho đến ít nhất 517, bằng chứng là những dòng chữ bằng đá từ Urman. Có những bộ lạc Ả Rập trong làng, nhưng không rõ họ có thành lập toàn bộ hay một phần dân số hay không.
Năm 1596, Urman xuất hiện trong sổ đăng ký thuế Ottoman như một phần của nahiya (phó huyện) của Bani Malik as-Sadir, ở qadaa (quận) của Hauran. Nó có một dân số hoàn toàn Hồi giáo bao gồm mười bảy hộ gia đình và bảy cử nhân. Họ đã trả mức thuế cố định 40% cho các sản phẩm nông nghiệp, bao gồm lúa mì, lúa mạch, vụ mùa hè, dê, tổ ong và một nhà máy nước; Tổng số thuế là 16.500 akçe.
Du khách người Thụy Sĩ Johann Ludwig Burckhardt đã đến thăm Orman vào năm 1810 và lưu ý rằng đó là một địa điểm hoang vắng. Tuy nhiên, đến thập niên 1870, ngôi làng là một ngôi làng lớn do người Druze định cư, người đã di cư từ núi Liban. Urman là một ngôi làng do gia tộc Bani al-Atrash thống trị và vào những năm 1870, những người theo đạo Hồi (thủ lĩnh) là Najm al-Atrash và con trai Ibrahim. Vào những năm 1880, những người di cư từ làng Jarmaq ở Galilee định cư ở Urman. Họ được biết đến như là gia đình "al-Jarmaqani" sau ngôi làng của tổ tiên. Vào năm 1889, 181818, Urman là một trong bốn ngôi làng ở vùng núi phía nam Jabal al-Arab có nông dân nổi dậy chống lại al-Atrash sheikh trong cuộc nổi dậy Ammiyya. Thủ lĩnh phiến quân của làng là Ibrahim al-Jarmaqani. Ngôi làng đã được khôi phục lại quyền kiểm soát al-Atrash, nhưng nhiều cư dân nông dân của nó đã trở thành địa chủ độc lập với al-Atrash sheikhs.
Vào tháng 6 năm 1896, một cuộc nổi dậy ở Jabal đã nổ ra sau một cuộc đụng độ giữa cư dân Urman và bộ lạc Bedouin địa phương. Khi người Ottoman phái năm mươi hiến binh để bắt những người theo đạo Hồi của Urman, những người bảo vệ sau này đã phá hủy đơn vị Ottoman. Một trăm năm mươi quân Ottoman đã được gửi đến để khuất phục Urman, nhưng trước khi họ có thể đến làng, họ đã bị giết bởi phiến quân Druze do một cháu gái của Sheikh Shibli al-Atrash chỉ huy. Một chiến dịch trừng phạt sau đó của chính quyền Ottoman đã gây ra tổn thất nặng nề cho cư dân và phiến quân Druze, những người chủ yếu trốn khỏi làng của họ đến Lejah, một vùng đồng bằng núi lửa hoang vắng giáp biên giới Jabal. Cuộc nổi dậy đã kết thúc vào đầu năm 1897.
Syria dưới sự cai trị của Pháp vào năm 1920 và vào mùa hè năm 1925, Druze of Jabal al-Arab đã khởi xướng cuộc nổi dậy Syria vĩ đại (1925 191919) chống lại Pháp. Những phát súng đầu tiên của cuộc nổi dậy xảy ra tại Urman khi Quốc vương Pasha al-Atrash và 250 kỵ binh của ông vào làng và bị hai máy bay trinh sát Pháp theo dõi ở đó; Các máy bay chiến đấu của al-Atrash đã bắn vào các máy bay vòng tròn, bắn hạ một người. Ngày hôm sau, quân đội của al-Atrash đã chiếm được Salkhad, đánh dấu sự khởi đầu của cuộc nổi dậy.
Giữa thế kỷ 20 và 1930, một số cư dân Urman di cư từ ngôi làng đến các quốc gia như Hoa Kỳ, Argentina, Venezuela, Senegal và Nigeria. Một làn sóng di cư khác từ Urman và các làng Druze gần đó chủ yếu đến Venezuela xảy ra trong khoảng thời gian từ 1954 đến 1958. Vào những năm 1980, một làn sóng người di cư từ Urman trở về làng. Nhiều người trong số những người di cư trước đây đã xây dựng nơi cư trú của họ dọc theo các con đường dẫn vào Urman, thay vì di dời trong trung tâm làng cũ.